# Dalmand
Dalmand è un comune dell'Ungheria centro-meridionale di 1 357 abitanti (dati 2008). È situato nella contea di Tolna.